# Edith Hansen
Edith Hansen er en tidligere dansk atlet (spydkaster og mangekæmper).
Edith Hansen var AIK 95s store stjerne i 1930'erne og tabte sjældent en konkurrence. Hun satte sin første dansk rekord ved Frederiksberg Idræts-Forening's internationale kvinde stævne den 24. juni 1934, da hun kastede 31,85 meter i spydkast, senere samme år forbedrede hun rekorden til 34,34. Den 28. maj 1937 satte hun igen dansk rekord i med 35,57, en rekord, hun den 27. juni samme år forbedrede til 36,73.